# Adai
Adai (Hadai), Pleme porodice Adaizan (Dr. Gatschet ih je svrstavao u porodicu Caddoan) nastanjeno u kasnom 17. stoljeću na području današnje župe (parish) Natchitoches u Louisiani, blizu grada Robeline. Brojno stanje nije im bilo veliko. Bienvilleovi podaci nisu baš pouzdani (50 ratnika 1700.; 100; 1718.). 
Španjolski franjevci 1717. među njima su utemeljili misiju San Miguel de Linares. Misijske građevine su Francuzi i njihovi indijanski saveznici uništili 1719., ali je dvije godine kasnije ponovno podignuta pod imenom San Miguel de los Adaes, održala se do 1773.
Prema izvještajima koje 1778. pruža De Mezieres, pleme je gotovo iščezlo. Oni se ipak klasnije okupljaju u ranom 19. stoljeću, kada Sibley (1805.) izvještava o malenom naselju Adai na jezeru Macdon kod Red Rivera. O njima se poslije ne čuje sve do najnovije povijesti kada su se oglasili pod imenom Caddo Adai. 
Prema Poglavici Davisu ima ih stotinu u gradu Robeline, i oko 700-800 raštrkanih između Shreveporta i Natchitochesa. Ima ih i nešto s Caddo Indijancima u Oklahomi kod Anadarka. Adai su bili sjedilačko pleme lovaca i ratara. Jezično su klasificirani porodici Adaizan. 

## Vanjske poveznice
- Adai, Four Directions Institute  Arhivirana inačica izvorne stranice od 11. kolovoza 2019. (Wayback Machine)
- Adai Indian Tribe
- Hodge